# 華中橋
華中橋是一座位於台灣北部新店溪之上的橋樑，連結台北市萬華區與新北市中和區，是目前中和區與台北市唯一聯絡的橋樑，也是兩地往來重要的交通要道。

## 沿革
華中橋係由台灣省政府和台北市政府共同投資興建，當時投資約新台幣四億九千多萬元，於1975年建造，並於1976年10月10號通車。初期近中和端設有收費亭，於民國1993年10月收費政策結束後才拆除。

## 數據
由於地處縱深最大的華中河濱公園，華中橋全長達1600公尺，寬約25公尺，主橋30跨29墩，長1263公尺，寬24.5公尺，採實心牆式橋墩，設有快車道四線，慢車道與人行道各兩線，為連接台北市及新北市最長的橋樑。為改善民眾常經由華中橋利用富民路底之匝道進入水源快速道路以通往公館、建國高架橋及新店等地，也因富民路緊鄰萬大第一果菜暨漁類批發市場，人潮眾多，以致富民路常有交通擁塞情形。台北市新工處於台北端增設汽車匝道銜接水源快速道路工程，車道寬度5.5公尺，總長度約755公尺，同時改建機車道(含人行道)淨寬5.75公尺，總長度279公尺，於2016年12月9日開工，2018年11月1日完工通車。

## 下游側人行道(暨自行車道)拓寬工程
本工程為配合臺北市政府辦理雙北城市興建跨市橋樑自行車通行環境建置系統，並由臺北市政府交通局邀集新北市政府交通局及相關單位研議跨市橋樑興建可行性，及研議跨市橋樑合作方案，以提供民眾友善安全之自行車通行環境。
本工程為105-106年度連續性計畫，將銜接聯絡新北市中和區與臺北市萬華區華中橋下游側(西側)原1.5公尺寬人行道，再向外拓寬1.5公尺，拓寬後人行道寬度為3公尺，採人車共道方式規劃設計，拓寬之長度約920公尺。

## 鄰近設施

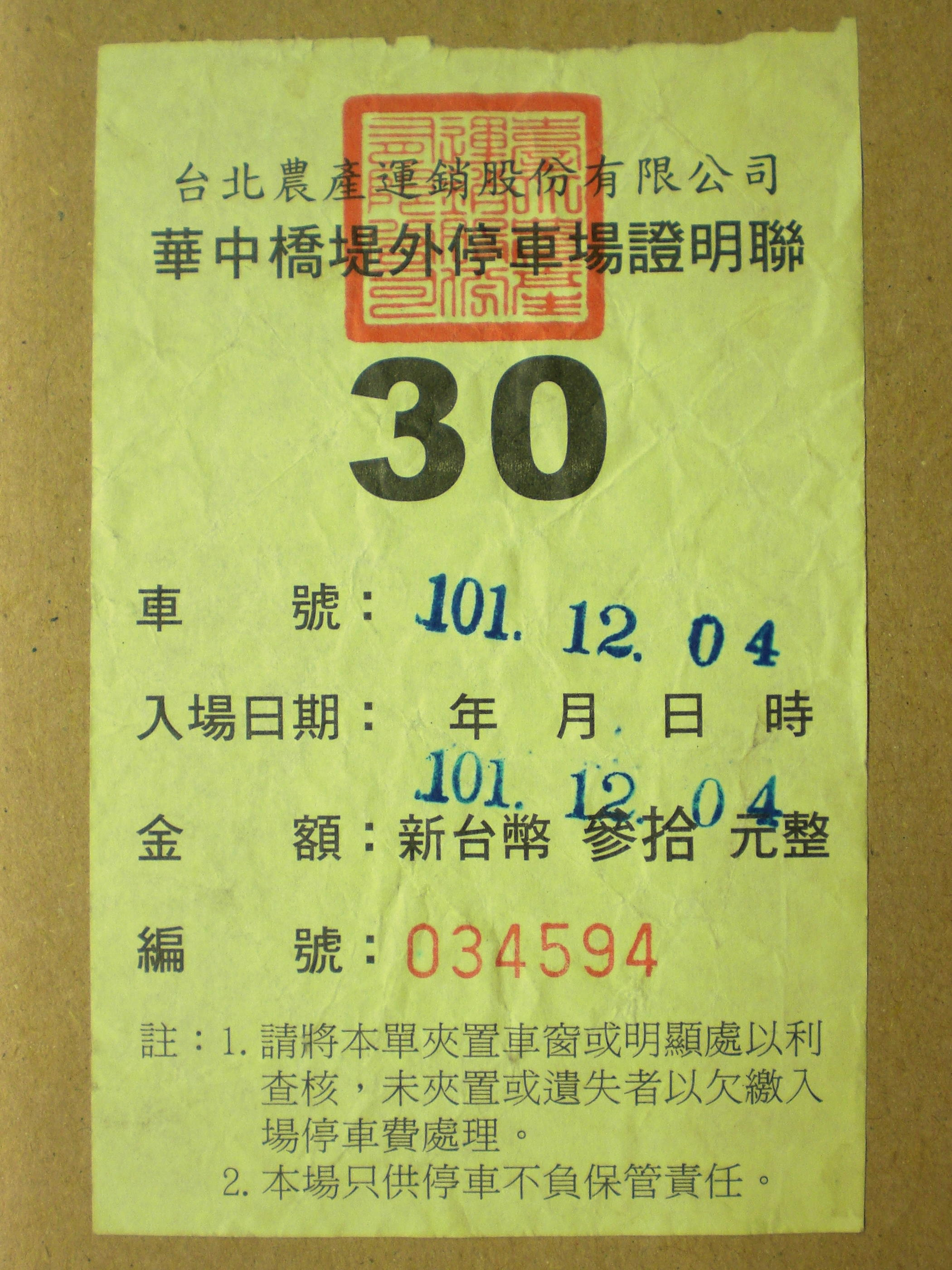
華中橋堤停車場收據

### 臺北市端
- 水源快速道路
- 新北環河快速道路平面段
- 華中橋堤外停車場
- 臺北市第一家禽批發市場
- 臺北市第一果菜批發市場
- 臺北市華中河濱公園(含華中露營場)
- 馬場町紀念公園
- 青年公園

### 新北市端
- 新北市華中橋河濱公園(又名新北市恐龍公園)
- 遠雄左岸橋
- 泰隆公園
- DHL中和服務中心
- 南山威力購物廣場